# Hồ Zaysan

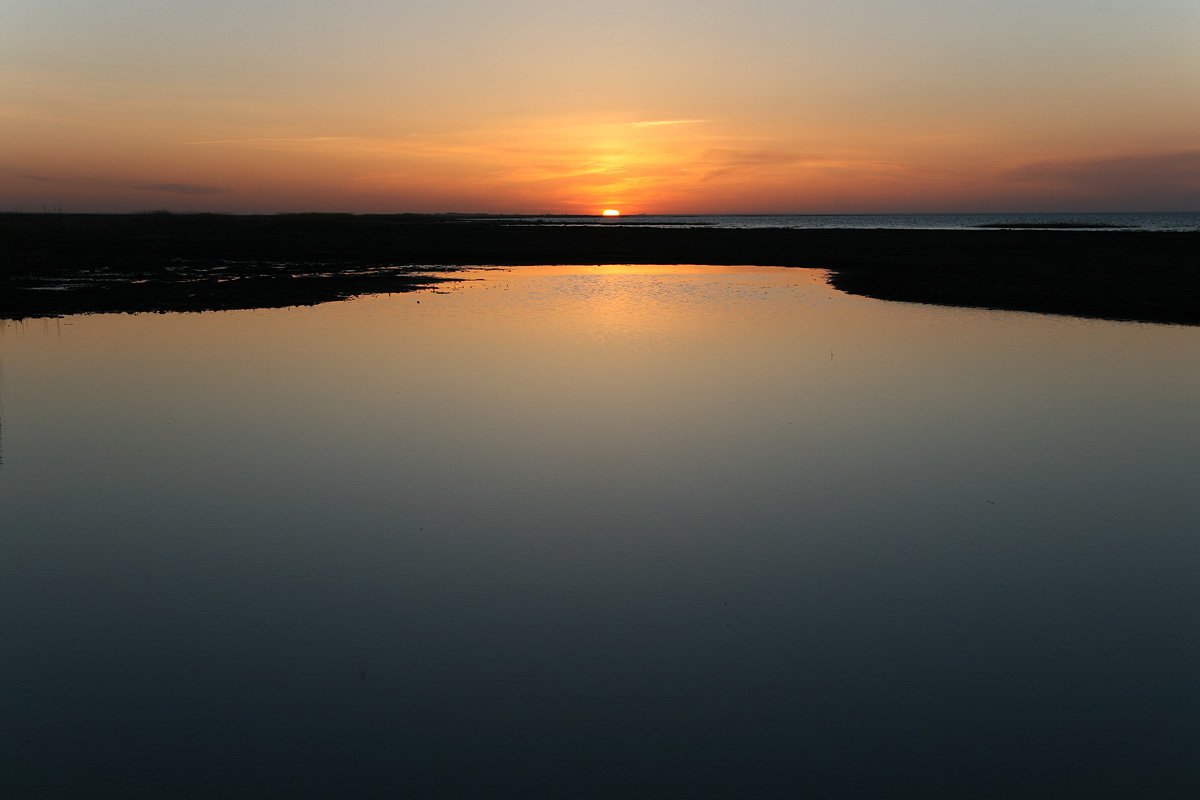
Hồ Zaysan

Hồ Zaysan (tiếng Nga: озеро Зайсан) là hồ nước ngọt nằm ở miền đông Kazakhstan, diện tích khoảng 1.810 km² (700 dặm vuông). Hồ nằm ở chỗ trũng giữa hai dãy núi Altai và Tarbagatay.
Hồ nằm ở độ cao 420 m so với mặt biển, dài 105 km và rộng từ 22–48 km, chỗ sâu nhất là 15 m. Những nguồn nước chính đổ vào hồ là các sông Kara-Irtysh (Irtysh đen) và Kendyrlyk từ phía đông, nguồn duy nhất chảy từ hồ ra là sông Irtysh (hay Irtysh Trắng).
Hồ rất lắm cá. Hồ đóng băng bắt đầu từ đầu tháng 11 cho đến hết tháng 4. Từ khi có đập nước Bukhtarma, mực nước của hồ đã dâng cao thêm 6 m (20 ft) so với mức tự nhiên của nó.